# Rat für die Zusammenarbeit mit religiösen Vereinigungen unter dem Präsidenten der Russischen Föderation
Der Rat für die Zusammenarbeit mit religiösen Vereinigungen unter dem Präsidenten der Russischen Föderation (russ. Совет по взаимодействию с религиозными объединениями при Президенте Российской Федерации / Sowet po wsaimodeistwiu s religiosnymi obedinenijami pri Presidente Rossijskoi Federazii) wurde 1995 eingerichtet, um die gegenseitige Zusammenarbeit des Präsidenten der Russischen Föderation und der religiösen Organisationen zu verbessern.
Den derzeitigen Vorsitz führt Anton Eduardowitsch Waino, der Leiter der russischen Präsidialverwaltung (Stand: 15. Januar 2016).

## Mitglieder (Stand: 15. Januar 2016)
- Anton Eduardowitsch Waino, Leiter der Präsidialverwaltung (Vorsitzender des Vorstands)

- Tatjana Gennadjewna Woronowa Татьяна Геннадьевна Воронова, Leiterin der Abteilung Innenpolitik des Präsidenten der Russischen Föderation (stellvertretende Vorsitzende des Vorstands)

- Damba Badmajewitsch Ajuschejew Аюшеев Дамба Бадмаевич / Damba Badmaevič Ajušeev – Khambo Lama, Oberhaupt der Buddhistischen Traditionellen Sangha Russlands

- Ismail Alijewitsch Berdijew Бердиев Исмаил Алиевич / Ismail Alievič Berdiev – Mufti, Präsident des Koordinationszentrums der Muslime des Nordkaukasus

- Dietrich B. Brauer, Erzbischof der Evangelisch-Lutherischen Kirche

- Rawil Ismagilowitsch Gainutdin – Mufti, Vorsitzender des Russischen Muftirates

- Oleg Jurjewitsch Gontscharow Гончаров Олег Юрьевич / Oleg Jur'evič Gončarov – Pastor, Vizepräsident des Euro-Asian Departments der Siebenten-Tags-Adventisten

- Jewgeni (Waleri Germanowitsch Reschetnikow) Евгений (Решетников Валерий Германович) / Evgenij (Valerij Germanovič Rešetnikov) – Erzbischof von Verey (Archiepiskop Verejskij), Vorsitzender des Bildungsausschusses, Rektor der Moskauer Geistlichen Akademie und des Seminars der Russisch-Orthodoxen Kirche

- Wladimir Konstantinowitsch Jegorow Егоров Владимир Константинович / Vladimir Konstantinovič Egorov – Inhaber des UNESCO-Lehrstuhls „Öffentlicher Dienst und Verwaltung von sozio-ökonomischen Prozessen“

- Jesras (Mkrtitsch Grigorjewitsch Nersisjan) Езрас (Нерсисян Мкртич Григорьевич) / Ezras (Mkrtič Grigor'evič Nersisjan) – Bischof, Oberhaupt der Neu-Nachitschewanskaja und Russischen Eparchie der Armenischen Apostolischen Kirche

- Alexander Alexandrowitsch Ignatenko Игнатенко Александр Александрович / Aleksandr Aleksandrovič Ignatenko – Präsident des „Instituts für Religion und Politik“

- Hilarion (Grigori Walerjewitsch Alfejew) Иларион (Алфеев Григорий Валерьевич) Ilarion (Grigorij Valer'evič Alfeev) – Metropolit von Wolokolamsk, Vorsitzender der Abteilung für kirchliche Außenbeziehungen des Moskauer Patriarchats

- Kornili (Konstantin Iwanowitsch Titow) Корнилий (Титов Константин Иванович) / Kornilij (Konstantin Ivanovič Titov) – Metropolit von Moskau und ganz Russland, Russisch-Orthodoxe Altritualistische Kirche

- Berel Lazar (Pinchas Berel Lasar) Лазар Берл (Лазар Пинхос Берел) / Berl Lazar (Pinchos Berel Lazar) – Oberrabbiner Russlands (Vorsitzender der Föderation der jüdischen Gemeinden Russlands (Federazija jewreiskich obschtschin Rossii))

- Wladimir Romanowitsch Legoida (Владимир Романович Легойда), Vorsitzender der Abteilung des Heiligen Synods des Moskauer Patriarchats für Beziehungen zwischen Kirche und Gesellschaft

- Sergei Alexejewitsch Melnikow Мельников Сергей Алексеевич / Sergej Alekseevič Mel'nikov – Assistent des russischen Präsidenten für die Innenpolitik (Exekutivsekretär des Rates)

- Sergei Wassiljewitsch Rjachowski Ряховский Сергей Васильевич / Sergej Vasil'evič Rjachovskij  – Bischof, Vorsitzender der Vereinigung der Christen des Evangelischen Pjatidesjatniki-Glaubens (Pfingstbewegung) in Russland (The Russian Union of Evangelical Christians (Pentecostals))

- Talgat Tadschuddin (Talgat Safitsch Tadschuddinow) Таджуддин Талгат (Таджуддинов Талгат Сафич) / Talgat Tadžuddin (Talgat Safič Tadžuddinov) – Vorsitzender (Großmufti) der Zentralen Geistlichen Verwaltung der Muslime Russlands

- Marijanna Michailowna Schachnowitsch Шахнович Марианна Михайловна / Marianna Michajlovna Šachnovič – Leiterin der Abteilung für Religionsphilosophie und Religionswissenschaft der Staatlichen Universität Sankt Petersburg

- Juwenali (Wladimir Kirillowitsch Pojarkow) Ювеналий (Поярков Владимир Кириллович) / Juvenalij (Vladimir Kirillovič Pojarkov) – Metropolit von Krutizy und Kolomna, Vikar der Diözese Moskau

- Igor Nikolajewitsch Jablokow Яблоков Игорь Николаевич / Igor' Nikolaevič Jablokov – Leiter der Abteilung für Religionsphilosophie und Religionswissenschaft der Moskauer Staatlichen Lomonossow-Universität

## Frühere Mitglieder (Auswahl)
- Sergei Borissowitsch Iwanow Иванов Сергей Борисович / Sergej Borisovič Ivanov – Leiter der Russischen Präsidialverwaltung, Vorsitzender des Vorstands
- Oleg Wiktorowitsch Morosow Морозов Олег Викторович / Oleg Viktorovič Morozov – Leiter der Abteilung Innenpolitik in der Präsidialverwaltung (Stellvertretender Vorsitzender des Vorstands)
- Wsewolod Anatoljewitsch Tschaplin Чаплин Всеволод Анатольевич / Vsevolod Anatol'evič Čaplin – Erzpriester, der Vorsitzende des Moskauer Patriarchats Abteilung für Kirche und Gesellschaft